# Guardiamarina Zañartu Airport
Guardiamarina Zañartu Airport är en flygplats i Chile.   Den ligger i provinsen Provincia Antártica Chilena och regionen Región de Magallanes y de la Antártica Chilena, i den södra delen av landet, 2 400 km söder om huvudstaden Santiago de Chile. Guardiamarina Zañartu Airport ligger 25 meter över havet. Den ligger på ön Isla Navarino.
Terrängen runt Guardiamarina Zañartu Airport är kuperad åt sydost, men åt nordväst är den bergig. Havet är nära Guardiamarina Zañartu Airport åt nordväst. Trakten runt Guardiamarina Zañartu Airport är nära nog obefolkad, med mindre än två invånare per kvadratkilometer.. Närmaste större samhälle är Puerto Williams, 0,66 km öster om Guardiamarina Zañartu Airport. 